# Sketelj
Sketelj je priimek več znanih Slovencev:
- Janez Sketelj (*1947), medicinec patolog, univ. profesor, akademik
- Janko Sketelj (1909–1998), gradbenik hidrotehnik, univ. profesor
- Karel Sketelj (1901–1944), pravnik, tajnik univerze v Ljubljani, univ. profesor
- Matevž Sketelj (1948–1980), gradbenik, statik (mehanik), asistent F(A)GG
- Polona Sketelj (*1969), etnologinja in kulturna antropologinja, muzealka